# Arseni Mechtcherski
Arseni Ivanovitch Mechtcherski (en russe : Арсе́ний Ива́нович Меще́рский) né en 1834 à Vychnevolotsk dans le gouvernement de Tver, et mort le 13 novembre 1902 à Saint-Pétersbourg, est un peintre paysagiste russe.

## Biographie
Son origine n'est pas connue avec certitude, mais en se basant sur certaines références dans les archives de la famille on sait que c'était un jeune garçon doué de talents artistiques. Il semble qu'il était noble de la famille Mechtcherski ou, au moins, qu'il ait été élevé comme l'un d'entre eux. En 1854, à vingt ans à peine, il semble avoir déjà reçu une formation artistique complète.
À l'époque, il était inscrit à l'Académie russe des beaux-arts , où il  étudiait avec Fiodor Bruni, Socrate Vorobiov et Timofey Neff. L'année suivante, il participe à sa première exposition académique.
Subitement, en 1857, il  abandonne l'Académie et déménage en Suisse (à ses propres frais, ou celle d'un patron) pour améliorer ses talents de peintre en étudiant avec le peintre paysagiste Alexandre Kalam. Deux ans plus tard, il expose à l'Académie, en remportant une médaille d'or, le titre d'Artiste de première classe et une bourse qui lui permet de faire un voyage d'études aux frais du gouvernement. En 1864, il retourne chez lui, bien qu'il continue à beaucoup voyager et, trois ans plus tard, il est choisi pour faire partie de l'entourage accompagnant le grand-duc Alexis Alexandrovitch de Russie lors de son voyage autour du monde. En 1876, il est nommé professeur à l'Académie
En 1879, il est atteint par une pneumonie aiguë et développe des complications. Il est proche de la mort pendant près de deux mois. Il s'en remet, mais il  souffre de difficultés respiratoires pendant le reste de sa vie, surtout en hiver.
En 1886, il reçoit l'Ordre de Sainte-Anne, de IIIe classe. Il recommence à voyager, visite la Turquie, la Grèce, l'Italie et la Suisse au cours des douze années suivantes
À la mi-novembre 1902, le journal Novoïé Vrémia (Temps Nouveaux) publie une nécrologie (entre publicité pour le savon et gants), en notant que « Arseni Meshchersky, Professeur de peinture de paysage, qui jouissait d'une grande popularité... », est mort d'une attaque « d'asthme. ».

## Œuvres

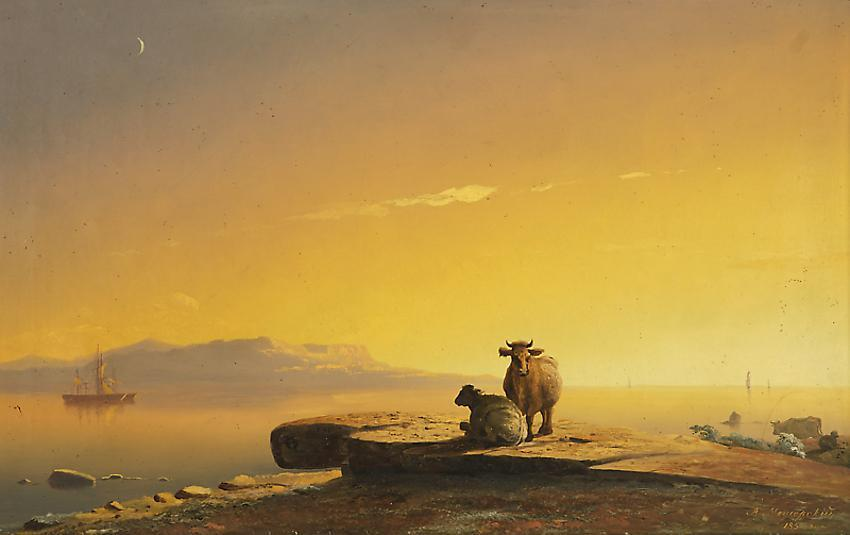
Le Soir, 1857.Collection privée.
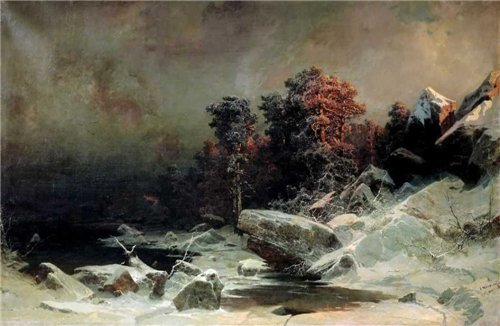
En Finlande, 1866.Ancienne collection de Kozma Soldatenkov.
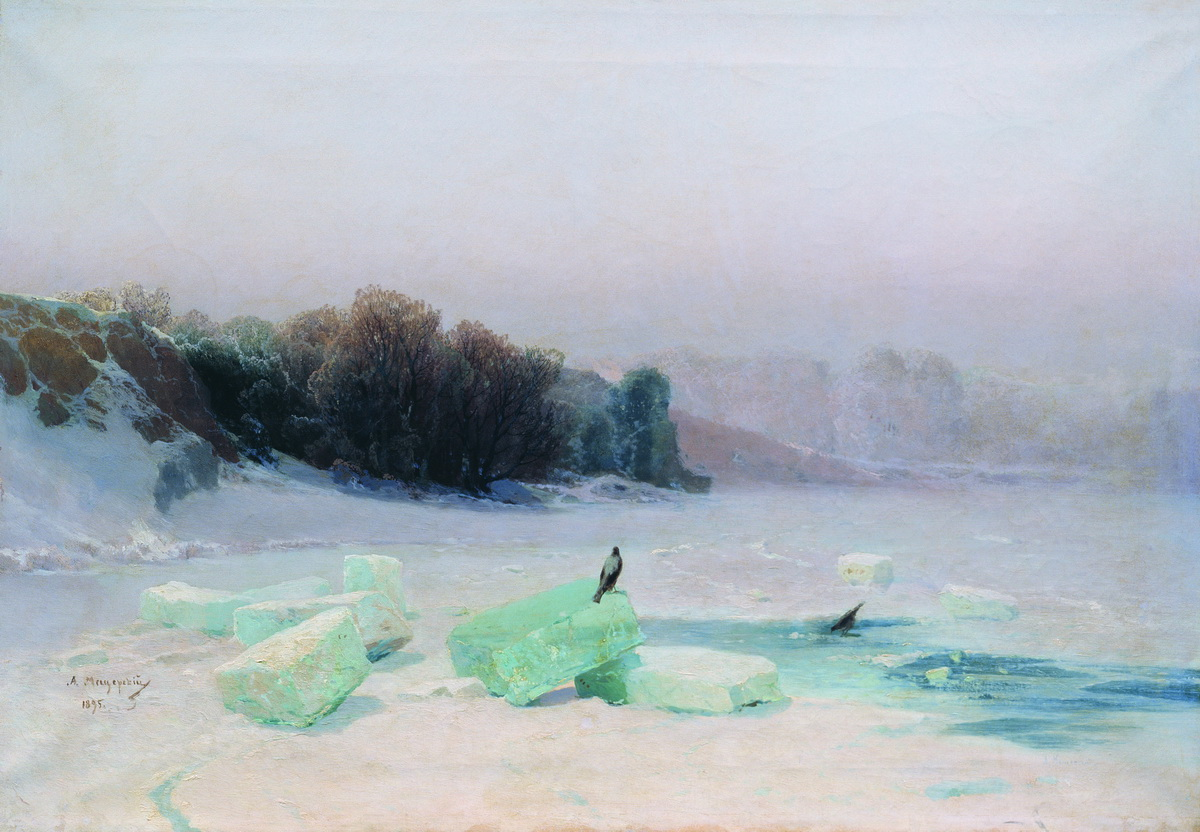
La Taille de blocs de glace, 1895.Musée des Beaux-Arts de la République de Carélie.